# Metoda energetyczna
Metoda energetyczna (ang. radiosity) – metoda wykorzystywana w grafice komputerowej do wyznaczenia globalnego rozkładu oświetlenia scen trójwymiarowych. Algorytm wywodzi się z badań nad promieniowaniem cieplnym, a w dziedzinie grafiki komputerowej po raz pierwszy pojawił się w 1984 r., w pracy naukowców z amerykańskiego Cornell University.

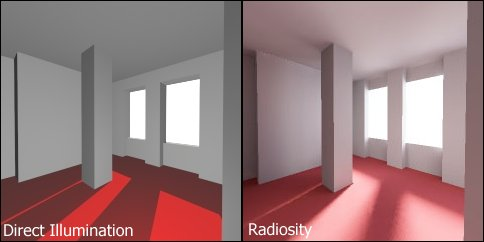
Po lewej oświetlenie bezpośrednie, po prawej – po użyciu metody energetycznej: światło odbite od czerwonej podłogi nadaje czerwone zabarwienie całemu pomieszczeniu; w narożnikach można dostrzec subtelne cienie

Radiosity wyznacza globalny rozkład natężenia światła uwzględniając pochłaniania i odbicia światła jakie mają miejsce na wszystkich powierzchniach znajdujących się na scenie. Czyli modeluje w prawie idealny sposób to samo, co obserwuje się w rzeczywistym świecie, gdzie każda powierzchnia pochłania światło, ale także część jego odbija.
Radiosity nie uwzględnia efektów świetlnych zależnych od położenia obserwatora takich jak rozbłyski na powierzchniach metalicznych, odbicia zwierciadlane, załamanie światła itp. Metoda ta uwzględnia wyłącznie odbicia rozproszone, tj. intensywność światła odbitego jest niezależna od kierunku – dzięki temu uzyskane wyniki są niezależne od położenia obserwatora, co pozwala na wielokrotną, dowolną wizualizację sceny bez ponawiania obliczeń. Dobre efekty finalne trójwymiarowej sceny uzyskuje się po połączeniu tej metody z metodą śledzenia promieni modelującą te zjawiska, które metoda energetyczna pomija.

## Algorytm
W metodzie energetycznej obiekty składające się na trójwymiarową scenę podlegają rozkładowi na skończoną liczbę tzw. płatów, elementarnych powierzchni (prostokątów lub trójkątów). Sposób podziału determinuje jakość obrazu, z kolei od ilości płatów zależy czas wykonywania obliczeń.
Z każdym płatem wiąże się współczynnik pochłaniania światła. Może być on dodatni, wtedy płat pochłania część energii świetlnej do niego docierającej, a resztę odbija. Gdy współczynnik ten jest ujemny, płat emituje światło. Dla każdej pary płatów określany jest współczynnik sprzężenia optycznego, który informuje, ile energii świetlnej może zostać przekazane z jednego płata do drugiego. Jest to najtrudniejszy pod względem algorytmicznym i najbardziej czasochłonny etap. Jednocześnie, ze względu na błędy numeryczne, mogą występować „przecieki” światła na połączeniach płatów.
Ostatnim, finalnym krokiem w metodzie radiosity jest iteracyjne obliczenie jasności płatów.
{\displaystyle E_{i}^{(t+1)}=E_{i}^{(t)}+\sum _{j}s_{ij}\cdot E_{j}^{(t)},}
gdzie:
{\displaystyle E_{j},\ E_{i}} – energia i-tego i j-tego płata,
{\displaystyle s_{ij}} – współczynnik sprzężenia optycznego pomiędzy i-tym a j-tym płatem,
{\displaystyle t} – krok.
Im więcej zostanie wykonanych iteracji, tym uzyskany obraz trójwymiarowej sceny jest lepszej jakości, czyli jest bliższy rzeczywistości.